# Euphrasia papuana
Euphrasia papuana är en snyltrotsväxtart som beskrevs av Rudolf Schlechter. Euphrasia papuana ingår i släktet ögontröster, och familjen snyltrotsväxter. Inga underarter finns listade i Catalogue of Life.